# Ribja kraljica
Ribja kraljica je slovenska narodna pravljica. V njej nastopa ribja kraljica, njene sestre, pastir in dedek iz vasi. Ribja kraljica je gorenjska narodna pravljica, zato nima avtorja in se ne ve točno koliko je stara. Izšla je leta 2004 v reviji Slovenija.Svet: Za Slovence po svetu v številki avgust/september. Članek je uredil in dal v revijo Jože Petelin.

## Vsebina
Blizu Škofje Loke izvira potok Suha, katerega struga je skoraj vedno suha. Najstarejši dedek v vasi Suha pa še pomni, da je imel potok pred mnogimi leti toliko vode, da je v njem kar mrgolelo rib.
Te so imele svojo kraljico, lepo postrv, ki je skrbela, da so se njene sestrice v potoku redile in množile.
Bilo je v sušnem poletju, ko je Suha usahnila, ker ni in ni bilo dežja. Vse suške ribe so splavale v Soro, le postrv, ribja kraljica, je občepela na vroči skali sredi osušene struge in umirala.
mimo je prišel mlad pastir, ki je na lokah ob potoku pasel ovce. Ko je zagledal umirajočo postrv, je pohitel k skali, dvignil ribico in jo poljubil.
"Oj, ribica, ubožica, na suhem boš poginila," je zastokal, ker se mu je riba smilila. Komaj je pastir poljubil ribjo kraljico, se je spremenila v prelepo deklico. Nasmejala se mu je in spregovorila:
"Oj, pastirček, rešil si me smrti! Jaz sem ribja kraljica. Rada bi ostala pri tebi in ti pomagala pri čuvanju ovc, dokler voda ne bo spet narasla. Ko pa Suha ne bo več suha, se vrnem k ribicam, svojim sestricam." Pastir se je lepe deklice razveselil in dejal:
"Pri meni boš ostala in moja ženka boš postala." Bal se je, da bi mu lepa deklica ušla, zato jo je zaprl v stajo, kamor je zapiral ovce. Nobena stvar pa se ne spreminja tako naglo kakor vreme! Neke noči se je ulil dež, ki je hitro napolnil potok. Takrat je ribja kraljica zajokala:
"Oj, pastir, usmili se me in me izpusti! Rada bi se potopila v Suho in se spremenila v ribo! Stori mi to dobroto, pa boš lahko vsak dan v Suhi lovil ribe in do konca svojih dni ne boš vseh polovil. Namesto da bi pasel ovce, boš lovil in prodajal ribe in štel novce!"
Pastir je ni poslušal in ribja kraljica je od žalosti umrla. Od takrat je struga potoka Suhe skoraj vedno suha in v njej ni rib niti takrat, kadar je struga polna vode.

## Analiza pravljice
Pravljica je ljudska, saj avtor pravljice ni znan. Napisana je v drugi osebi. Dogajalni prostor ni enoten, saj se dogaja na dveh mestih - ob potoku Suha in v staji, kamor je zaprta ribja kraljica. Dogajalni čas je preteklost, saj se dogodkov spominja le najstarejši dedek v vasi. Glavni književni osebi sta ribja kraljica in pastir. Stranske osebe pa so ribje sestrice in najstarejši dedek v vasi. Ključni dogodek v pravljici je ko ribja kraljica umre, saj zaradi njene smrti še danes ni rib v potoku Suhi. Prizor, ko pastir poljubi postrv in se ta spremeni v lepo deklico bi lahko primerjali s prizorom iz pravljice o žabi, ki se prav tako spremeni v princa. Vendar je ta pravljica drugačna, saj ima nesrečen konec.

## Liki in interpretacija dela
Ribja kraljica je torej postrv, ki s svojimi sestricami živi srečno in brezskrbno življenje, dokler se struga potoka Suhe ne posuši. Takrat sestrice odplavajo v Soro, ribja kraljica pa ostane na čeri. Ko jo reši pastir mu je za to zelo hvaležna, vendar jo on zaradi pohlepa želi le zase in jo zapre v stajo. Ne upošteva njenih želja, zato ribja kraljica od žalosti umre. Ribja kraljica je predstavljena kot nesrečna junakinja dobrega srca, ki se žrtvuje za svoje sestrice. Čeprav pogreša Suho in svoje sestrice, se ji njena velika želja da bi se vrnila v vodo, ne uresniči. Je pozitiven lik v pravljici.
Pastir na začetku deluje kot prijeten fant, ki ima sočutje do ostalih živih bitij in želi rešiti postrv. Ko pa jo poljubi in se ta spremeni v prelepo deklico, si naenkrat premisli. Želi jo obdržati za vedno le zase. S tem da ne upošteva njenih želja deluje pohlepno in egoistično. Zaradi njega ribja kraljica umre in posledično zaradi njega še danes ni rib v Suhi. Je negativen lik v pravljici.
Najstarejši dedek v vasi je le lik, ki se edini v vasi spomni te zgodbe in je nekakšen vir informacij.
Ribje sestrice so prav tako le stranski lik, o katerih izvemo, da se pridno redijo in množijo ter nato odplavajo v Soro.

## Motivno-tematske povezave
Motiv ribe, ki se spremeni v osebo je podobna žabi, ki se spremeni v princa. Drugih podobnosti ni. V pravljici Ribja kraljica je najbolj poudarjen motiv pohlepa, ki pa ima žalostne posledice. Ribja kraljica umre, pastir ne dobi žene in tudi rib ne more več loviti. Nauk zgodbe naj bi bil ta, da se pohlep in egoizem ne splačata. Treba je prisluhniti drugim in upoštevati njihove želje.